# Bactria (satrapía)

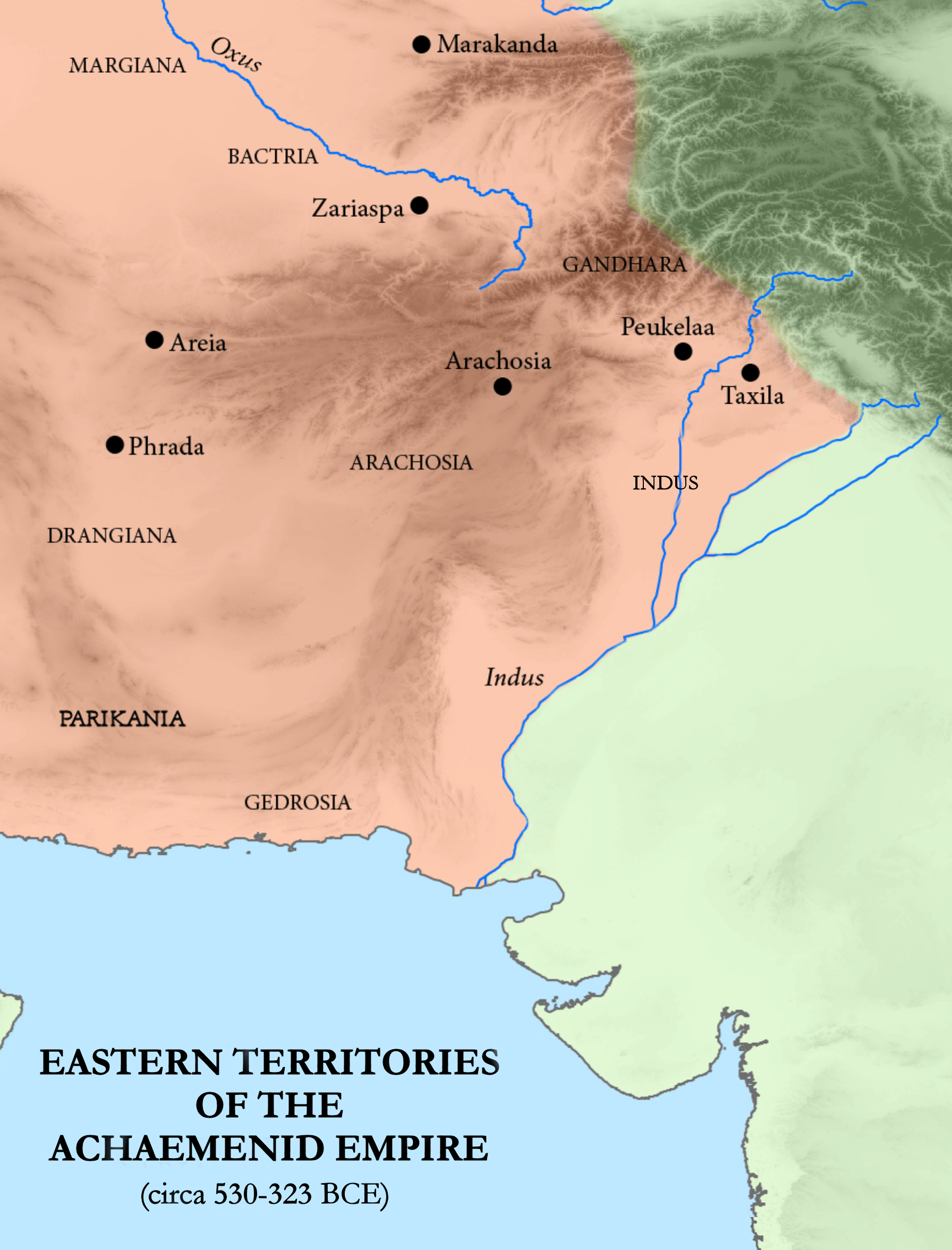
Territorios orientales del Imperio aqueménida, incluyendo Bactria.

Bactria fue una satrapía del Imperio aqueménida. La primera mención de Bactria data del 520 a. C., en la inscripción de Behistún. Bactria fue una satrapía especial y era gobernada por un príncipe o por el heredero aparente. Su capital era Bactra y a veces incluía además de la región de sus alrededores (Bactria) la cercana Sogdia. Durante el reinado de Darío el Grande, bactrianos y aeglianos conformaban un distrito fiscal, que debía pagar 360 talentos al año.